# FC Wegberg-Beeck
Der FC Wegberg-Beeck 1920 e. V. ist ein deutscher Fußballverein aus Wegberg.

## Geschichte
Im Februar 1920 kam es aufgrund des regen Zuspruchs, den das Fußballspiel im Dorf Beeck fand, unter Vorsitz von Franz Bertrams zur Gründung des „Sportvereins 1920 Beeck“. Als Sportplatz diente eine Wiese am Beeckbach. Im Jahre 1921 schloss man sich dem Westdeutschen Spiel-Verband an. Im Laufe der Jahre konnte durch Mithilfe der damals noch selbständigen Gemeindeverwaltung Beeck ein Stück Land am Waldrand gepachtet werden. Dort entstand eine Sportanlage mit festen Toren und Staketenzaun. Als Vereinsemblem wählte man ein vierblättriges Kleeblatt in grün auf rotem Feld, die Trikots waren schwarz-rot gestreift mit Stutzen und schwarzen Hosen. Während des Zweiten Weltkrieges ruhte der Spielbetrieb.
Nach Kriegsende war es wieder Franz Bertrams, der mit Unterstützung einiger anderer den Sportclub 1920 Beeck wiedererweckte. In den Folgejahren stiegen die Einwohnerzahlen von Beeck und auch die Mitgliederzahlen des Vereins. Im Juli 1996 wurde der Verein dann in FC Wegberg-Beeck 1920 umbenannt. Der ersten Mannschaft war 1996 der Aufstieg in die Oberliga Nordrhein gelungen. Nach sechs Jahren musste der FC Insolvenz beantragen, da man den Verpflichtungen bis zum Abschluss der Saison durch Ablauf einiger Sponsorenverträge nicht mehr hätte nachkommen können. Dies hatte den Abstieg in die Landesliga zur Folge. 2005 kehrte der Verein noch einmal für eine Saison in die Oberliga zurück. In der Saison 2008/09 nahm der Verein am DFB-Pokal teil und unterlag beim Spiel im Borussia-Park in der ersten Runde Alemannia Aachen mit 1:4. Am Ende der Saison 2014/15 stieg der Verein erstmals in die viertklassige Regionalliga West auf, in der man als Tabellenletzter nach einem Jahr wieder abstieg. In der darauffolgenden Saison 2016/17 gelang jedoch der direkte Wiederaufstieg. Die Regionalliga-Saison 2017/2018 beendete der Verein auf dem 16. Tabellenplatz und stieg erneut in die Mittelrheinliga ab. Dort verpasste man 2018/19 mit 3 Punkten knapp den Aufstieg und verblieb ein weiteres Jahr dort. Der FVM gab am 13. März 2020 bekannt, den Spielbetrieb in der Mittelrheinliga zunächst bis zum 17. April 2020 auszusetzen. Ein außerordentlicher Verbandstag am 21. Juni sollte abschließend klären, wie die Spielzeit gewertet wird. Da nicht alle Mannschaften dieselbe Anzahl von Spielen vorzuweisen hatte, wurde eine Quotiententabelle erstellt (erzielte Punkte geteilt durch absolvierte Spiele), um ein Endergebnis zu erhalten. Der FC Wegberg-Beeck wurde zum Aufsteiger in die Regionalliga West zur Saison 2020/21 bestimmt, Absteiger gab es keine. 2020/21 und 2021/22 spielte Beeck in der Regionalliga, stieg am Ende der Saison 2021/22 auf dem 17. Platz wieder in die Mittelrheinliga ab.
In der Saison 2022/23 gelang dem FC Wegberg-Beeck wieder der Aufstieg in die Regionalliga West. Der Verein hatte am letzten Spieltag gegen den FC Hennef 05 mit 0:2 verloren und war nur Vizemeister geworden. Der FC Hennef 05 verzichtete jedoch auf sein Aufstiegsrecht, wodurch Wegberg-Beeck aufstieg. Das Ziel des Aufsteigers war der Klassenerhalt, jedoch belegte das Team am Ende der Saison 2023/24 mit 26 Punkten den vorletzten Platz und stieg direkt wieder ab. Daher spielt der FC Wegberg-Beeck nun erneut in der fünftklassigen Mittelrheinliga.

## Saisonbilanzen seit 1996
| Saison  | Liga                          | Level | Platz | S  | U  | N  | Tore  | Punkte |
| ------- | ----------------------------- | ----- | ----- | -- | -- | -- | ----- | ------ |
| 1996/97 | Oberliga Nordrhein            | IV    | 04.   | 14 | 06 | 08 | 46:43 | 48     |
| 1997/98 | Oberliga Nordrhein            | IV    | 06.   | 10 | 09 | 11 | 55:52 | 39     |
| 1998/99 | Oberliga Nordrhein            | IV    | 03.   | 15 | 10 | 05 | 54:20 | 55     |
| 1999/00 | Oberliga Nordrhein            | IV    | 12.   | 08 | 08 | 14 | 41:44 | 32     |
| 2000/01 | Oberliga Nordrhein            | IV    | 14.   | 10 | 10 | 14 | 37:46 | 40     |
| 2001/02 | Oberliga Nordrhein            | IV    | 18.   | 04 | 08 | 22 | 32:72 | 20     |
| 2002/03 | Landesliga Mittelrhein, Gr. 2 | VI    | 01.   | 21 | 06 | 03 | 66:29 | 69     |
| 2003/04 | Verbandsliga Mittelrhein      | V     | 07.   | 10 | 13 | 07 | 59:43 | 43     |
| 2004/05 | Verbandsliga Mittelrhein      | V     | 01.   | 14 | 09 | 05 | 59:43 | 51     |
| 2005/06 | Oberliga Nordrhein            | IV    | 17.   | 05 | 02 | 25 | 36:78 | 17     |
| 2006/07 | Verbandsliga Mittelrhein      | V     | 03.   | 16 | 03 | 11 | 82:62 | 51     |
| 2007/08 | Verbandsliga Mittelrhein      | V     | 11.   | 11 | 06 | 13 | 62:48 | 39     |
| 2008/09 | Mittelrheinliga               | VI    | 08.   | 12 | 03 | 15 | 51:65 | 39     |
| 2009/10 | Mittelrheinliga               | VI    | 01.   | 17 | 04 | 07 | 59:37 | 55     |
| 2010/11 | NRW-Liga                      | V     | 14.   | 09 | 09 | 14 | 43:58 | 36     |
| 2011/12 | Mittelrheinliga               | VI    | 02.   | 18 | 07 | 07 | 78:41 | 61     |
| 2012/13 | Mittelrheinliga               | V     | 07.   | 14 | 05 | 11 | 67:48 | 47     |
| 2013/14 | Mittelrheinliga               | V     | 02.   | 22 | 01 | 07 | 82:40 | 67     |
| 2014/15 | Mittelrheinliga               | V     | 01.   | 24 | 03 | 03 | 87:28 | 75     |
| 2015/16 | Regionalliga West             | IV    | 19.   | 04 | 04 | 28 | 30:96 | 16     |
| 2016/17 | Mittelrheinliga               | V     | 01.   | 17 | 07 | 06 | 62:31 | 58     |
| 2017/18 | Regionalliga West             | IV    | 16.   | 07 | 07 | 20 | 37:78 | 28     |
| 2018/19 | Mittelrheinliga               | V     | 02.   | 20 | 03 | 05 | 61:22 | 63     |
| 2019/20 | Mittelrheinliga               | V     | 01.   | 13 | 01 | 02 | 34:09 | 40     |
| 2020/21 | Regionalliga West             | IV    | 17.   | 09 | 12 | 19 | 36:62 | 39     |
| 2021/22 | Regionalliga West             | IV    | 17.   | 07 | 10 | 21 | 31:64 | 31     |
| 2022/23 | Mittelrheinliga               | V     | 02.   | 20 | 05 | 05 | 65:28 | 65     |
| 2023/24 | Regionalliga West             | IV    | 17.   | 08 | 02 | 24 | 43:77 | 26     |
| 2024/25 | Mittelrheinliga               | V     | 06.   | 15 | 03 | 12 | 60:51 | 48     |

## Junioren
Der Juniorenbereich des FC Wegberg-Beecks umfasst die Mannschaften von der U12 (D-Jugend) bis zur U19. Eine erst im Jahr 2021 gegründete Spielgemeinschaft mit dem SC Wegberg für die U7-U11 wurde im Januar 2023 aufgelöst. Der FC verzichtet künftig komplett auf den unteren Jugendbereich, wird keine E-Junioren- bis Bambiniteams mehr melden und konzentriert sich stattdessen ausschließlich auf den sogenannten Leistungsbereich A- bis D-Jugend.

## Spielstätte
Das Waldstadion ist ein Stadion ohne Leichtathletikanlage im Ortsteil Beeck. Es verfügt über Naturrasen und eine Flutlichtanlage. Die Gesamtkapazität beträgt 2500 Plätze. Die insgesamt 422 Sitzplätze befinden sich auf der überdachten Haupttribüne. Auf der Gegengeraden befindet sich eine kleine unüberdachte Stehplatztribüne mit fünf Stufen.

## Erfolge
- Aufstieg in die Regionalliga West: 2015, 2017, 2020, 2023
- Aufstieg in die NRW-Liga: 2010
- Aufstieg in die Oberliga Nordrhein: 1996, 2005
- Aufstieg in die Verbandsliga Mittelrhein: 1994, 2003
- Teilnahme am DFB-Pokal: 2008/09
- Sieger des Mittelrheinpokals: 2008

## Kader Saison 2024/25
Stand: 18. Januar 2025
| 01 | Justin Strauch    |
| 25 | Tim Seidenfaden   |
| 30 | Stefan Jakimovski |

| 02 | Maurits Kerkman  |
| 04 | Nils Hühne       |
| 05 | Paul Daniels     |
| 22 | Merlin Schlosser |
| 28 | Leutrim Alimusaj |
| 39 | Leo Mirgartz     |

| 07 | Francisco San Jose |
| 08 | Adrijan Behrami    |
| 8  | Dennis Massold     |
| 11 | Timo Braun         |
| 19 | Luca Bini          |
| 23 | Maurice Heinrichs  |
| 24 | Lenny Mühlen       |
| 27 | Niklas Fensky      |
| 31 | Yannik Leersmacher |

| 09 | Mehmet Yilmaz  |
| 10 | Mark Kleefisch |
| 17 | Pablo Ramm     |
| 18 | Timo Agaltsev  |
| 19 | Paul Gelber    |
| 20 | Luca Barata    |
| 21 | Alessio Tafa   |

## Persönlichkeiten
| - Lawrence Aidoo - Markus Bayertz - Jonathan Benteke - Jörg Beyel - Pietro Callea - René Gottwald | - Shpend Hasani - Wolfgang Homberg - Bekim Kastrati - Dominik Kruczek - Manfred Kubik - Georges Ndoum | - Mario Plechaty - Denis Pozder - Ingmar Putz - Blerim Rrustemi - René Schnitzler - Christian Schreier | - Torsten Sümnich - Stefan Thelen - Stefan Trienekens - Johannes Walbaum - Macchambes Younga-Mouhani - David Zajas |